# متلازمة مضاد الكولين
متلازمة مضاد الكولين وتسمى أيضا متلازمة مضادات المسكارين هي متلازمة سمية ناتجة عن فرط استعمال مضادات الكولين.
```
هي حالة مرضية تصيب 
الجهاز العصبي الذاتي
 حيث يصبح 
العصب المبهم
 (
الجهاز العصبي اللاودي
) غير نشط إلى حد كبير في وظيفته الكبحية والتثبيطية.
```

تحدث هذه المتلازمة عادة نتيجة لتفاعلات دوائية ضارة أو التسمم بالأتروبين أو الهيوسيامين أو مضادات الاكتئاب أو مضادات الذهان أو مضادات الهيستامين أو بعد تناول نباتات سامة من عائلة الباذنجانيات (مثل الأتروبة والبنج والداتورة والكولونيا).
على عكس الادعاءات التي يتم سماعها في كثير من الأحيان، فإن مكونات فطر الذبابة وفطر النمر (أي حمض الإيبوتينيك والمسكيمول) ليس لها تأثيرات مضادة للكولين وبالتالي لا تسبب متلازمة مضادات الكولين.
تشمل أعراض عدم وضوح الرؤية وغيبوبة وانخفاض أصوات الأمعاء والهذيان وجفاف الجلد والحمى وبيغ وهلوسة وانسداد الأمعاء وفقدان الذاكرة واتساع حدقة العين والذهان ونوبات صرع واحتباس البول. أما المضاعفات فتشمل ارتفاع ضغط الدم وارتفاع حرارة الجسم وعدم انتظام دقات القلب.